# Heemsermars
Heemsermars is een woonwijk in Heemse in de Nederlandse stad Hardenberg, ten westen van het centrum.

## Geschiedenis en ligging
De wijk werd voor het grootste gedeelte in de jaren '60 opgebouwd. In Heemse werden in die tijd meerdere woonwijken gebouwd, zoals het Heemserbos, het Hazenbos en de Norden. De Heemsermars ligt tussen deze wijken en de Overijsselse Vecht in. Aan de andere kant van de Vecht ligt de kern van Hardenberg. Door de bouw van de Heemsermars kwam Heemse nog minder apart van Hardenberg te liggen.
Vroeger lag dit gebied direct aan de Vecht, maar deze rivier werd in 1970 in Hardenberg voorzien van een winterbed. Hierdoor verdween een ouder gedeelte van de wijk, bekend als De Achterbrink, en lag Heemse niet meer zo dicht aan de Vecht als ervoor.
De wijk is nog onder te verdelen in de Spaanskamp, de Vogelbuurt en De Brink.

## Wegen
Er zijn twee doorgaande wegen die de rest van Heemse verbinden, door middel van twee bruggen, met het centrum van Hardenberg. Eén daarvan is in 1965 aangelegd. De andere weg, de zogenaamde Hessenweg, bestaat al veel langer. Deze loopt over in De Brink. Aan deze weg staan enkele oudere woningen, als lintbebouwing, aan de weg. Hieraan zijn ook enkele winkels gevestigd en eerder had ook het Alfa-college, een school voor het mbo, hier een locatie.

## Voorzieningen en bezienswaardigheden
Heemse had vanaf 1886 een eindstation aan een tramlijn naar Avereest van de DSM. Deze stond in het huidige Heemsermars. Het voormalige stationskoffiehuis, dat oorspronkelijk tegenover het station stond, bestaat nog. Er tegenover heeft lang een herberg gestaan, en ook nu nog staat er een hotel en een restaurant met een Michelinster.
In de Heemsermars staat ook De Oelemölle, een molen waarvan het bouwjaar niet helemaal bekend is. Verder ligt ten noorden van de wijk en ten zuiden van de N34 het Park Heemsermars. Door dit park ligt ook een van de fietsdoorgangwegen naar de Marslanden, een nieuwbouwwijk ten noorden van de wijk.
Ook het huidige politiebureau van Hardenberg staat in de Heemsermars.